# Jan Knies
Jan Knies (27. listopadu 1860 Tasov – 5. března 1937 Brno-Lískovec) byl český učitel, archeolog, geolog, paleontolog a krasolog.

## Život
Jan Knies se narodil v Tasově u Velkého Meziříčí. Studoval na reálce v Telči a od roku 1876 na učitelském ústavu v Brně. Jeho otec byl vzdělaný a vlastnil knihovnu s přírodovědeckými a vlastivědnými knihami. Jan Knies po svém nástupu do učitelské funkce působil na několika místech v Moravského krasu, při vykonávání svého povolání ve Křtinách se seznámil ze svou ženou, která odtud pocházela. Jana Kniese oslovila tamní příroda plná krasových jevů, jeskyní, propastí, propadání a podzemních potoků. Rád chodil do „Dračí díry“, jak se tehdy říkalo jeskyni Výpustek. Podílel se na objevech v dalších lokalitách, jakými byla Pekárna, Býčí skála, Kůlna, Michálka, Balcarka, Verunčina jeskyně a další. Své nálezy z jeskyní odevzdával do Moravského zemského muzea, kde se seznámil s krasovými badateli, kteří podporovali jeho úsilí. Jako učitel byl ve své době „problémový“, protože svému bádání se věnoval po nedělích v době, kdy ostatní lidé chodili do kostela na mši. Roku 1881 nastoupil Jan Knies do služby v Rovečném a zde i na dalších místech svého působení a věnoval se dále svému geologickému a archeologickému výzkumu. Prozkoumával Mladečské jeskyně, známé jsou jeho vykopávky v Předmostí či okolí Bořitova. V roce 1905 zakoupil ve Sloupu pozemek, kde nechal vystavět muzeum, které bylo slavnostně otevřeno 8. července roku 1906. Zde byly soustředěny jeho sbírky a nálezy. Roku 1922 předal toto muzeum Moravskému zemskému muzeu. Na sklonku svého života odešel na odpočinek do brněnské části Lískovec, kde 5. března 1937 zemřel.

## Dílo
- Pravěké nálezy ve Štramberku, 1929, Štramberk.